# Min (Sprache)

Geographische Verbreitung der Min-Sprache(n)
Shaojiang
Nördliches Min (Min Bei)
Mittleres Min (Min Zhong)
Östliches Min (Min Dong)
Pu-Xian
Südliches Min (Min Nan)
Leizhou Min
Qiongwen (Hainan)

Min (chinesisch 閩語 / 闽语, Pinyin Mǐnyǔ) ist der Überbegriff für mehrere chinesische Sprachen, die aus der chinesischen Provinz Fujian stammen und heute auch in Guangdong, Hainan, auf Taiwan sowie unter den Überseechinesen in Südostasien gesprochen werden. Die Min-Sprachen unterscheiden sich vom Hochchinesischen vor allem dadurch, dass sie mehr Anlaute und Auslaute haben. Die Bezeichnung leitet sich vom Fluss Min Jiang ab.
In Taiwan trägt die lokale Varietät der Min-Sprache den einheimischen Namen Hō-ló-oē. Auf den Philippinen heißt sie bei den chinesischstämmigen Filipinos Lán-lâng-oē (= Sprache unseres Volkes).
Nördliches Min
Die nördlichen Min-Dialekte (閩北語 / 闽北语,  Mǐnběiyǔ) werden überwiegend im Verwaltungsgebiet der bezirksfreien Stadt Nanping der Provinz Fujian gesprochen.
Östliches Min
Die östlichen Min-Dialekte (閩東語 / 闽东语,  Mǐndōngyǔ) werden überwiegend in der Stadt Fuzhou der Provinz Fujian gesprochen.
Pu-Xian
Pu-Xian oder Puxian (莆仙話 / 莆仙话,  Púxiānhuà) wird im Verwaltungsgebiet der bezirksfreien Stadt Putian der Provinz Fujian gesprochen.
Mittleres Min
Die mittleren Min-Dialekte, auch Min Zhong (閩中語 / 闽中语,  Mǐnzhōngyǔ), werden überwiegend im Verwaltungsgebiet der bezirksfreien Stadt Sanming der Provinz Fujian gesprochen.
Südliches Min
Die südlichen Min-Dialekte (閩南語 / 闽南语,  Mǐnnányǔ, Pe̍h-ōe-jī Bân-lâm-gú) werden überwiegend in den bezirksfreien Städten Xiamen, Quanzhou  und Zhangzhou der Provinz Fujian, zum Teil in den Provinzen Guangdong und Hainan sowie auf Taiwan (Taiwanische Sprache) gesprochen. Von besonderer Bedeutung bei chinesischen Minderheiten in Südostasien sind die Dialekte Hokkien (aus Fujian) und Teochew (benannt nach der Stadt Chaozhou in Guangzhou,  „Teochew“ in  veralteter Umschrift).